# Нигер на Светском првенству у атлетици у дворани 2010.
Нигер је учествовао на 13. Светском првенству у атлетици у дворани 2010. одржаном од 12. до 14. марта 2010. у Дохи (Катар). Репрезентацију Нигера на њеном трећем учешћу на светским првенствима у дворани, представљао је 1 атлетичар, који се такмичио у трци на 60.
На овом првенству представник Нигер није освојио ниједну медаљу али је оборио лични рекорд.

## Учесници
Мушкарци:
- Јакуба Мамане — 60 м

## Резултати

### Мушкарци
| Атлетичар     | Дисциплина | Лични рекорд | Квалификација | Квалификација | Полуфинале           | Полуфинале           | Финале               | Финале       | Детаљи |
| Атлетичар     | Дисциплина | Лични рекорд | Резултат      | Место         | Резултат             | Место                | Резултат             | Место        | Детаљи |
| ------------- | ---------- | ------------ | ------------- | ------------- | -------------------- | -------------------- | -------------------- | ------------ | ------ |
| Јакуба Мамане | 60 м       |              | 7,50 ЛР       | 6. у гр. 5    | Није се квалификовао | Није се квалификовао | Није се квалификовао | 47 / 50 (53) |        |